# 鲁维奥尼尤俱乐部
鲁维奥尼尤俱乐部，为巴拉圭亚松森市的一个足球俱乐部，成立于1913年。

## 荣誉
- 巴拉圭足球乙级联赛: 7

1926, 1941, 1954, 1961, 1963, 1972, 2008
- 巴拉圭足球丙级联赛: 3

1941, 1942, 2005